# Philippe Dupuis (ingénieur)
 (juin 2019).
Si vous disposez d'ouvrages ou d'articles de référence ou si vous connaissez des sites web de qualité traitant du thème abordé ici, merci de compléter l'article en donnant les références utiles à sa vérifiabilité et en les liant à la section « Notes et références ».
Pour les articles homonymes, voir Philippe Dupuis et Dupuis (homonymie).
Philippe Raymond Dupuis, né le 9 août 1931 à Saint-Romain-de-Colbosc et mort le 7 février 2019 à Paris, est un ingénieur français en télécommunications, connu en particulier pour sa contribution à l’élaboration de la norme de téléphone cellulaire numérique GSM.

## Biographie
Il a été élève de l'École Polytechnique (1951) et de l’École nationale supérieure des télécommunications[Quand ?]. 
Il a exercé toute sa carrière dans le cadre du groupe français de télécommunications France Télécom (ancêtre de l’actuel Orange) avec deux domaines d’actions complémentaires :
- le déploiement des systèmes de communication radio (dès 1962, réseau de téléphonie mobile VHF en région parisienne, optimisation des stations terriennes pour les communications par satellites dans les  pays en voie de développement) ;
- la coopération internationale, notamment en Afrique de l’Ouest au Sénégal puis dans le cadre de Sofrecom, filiale d’ingénierie de la Direction Générale des Télécommunications qu’il a dirigée.

En 1981 il devint conseiller du directeur général des Télécommunications pour les services mobiles. Sa double compétence en réseaux radio et en coopération internationale l’ont conduit à jouer un rôle clé pour la réussite de l’élaboration de la norme GSM. D’abord en contribuant à la mise en place de la coopération de R&D franco-allemande. Il fallait en particulier établir la faisabilité d’un réseau mobile cellulaire entièrement numérique. Philippe Dupuis a dirigé la délégation française pour le GSM à la CEPT puis à l’ETSI. Il aura facilité le consensus permettant l’adoption de la norme GSM en 1987. Il aura également introduit une technologie clé du GSM avec les sauts lents de fréquence. Devenu consultant indépendant en 1992 Philippe Dupuis a succédé à Thomas Haug (en) à la présidence du Groupe GSM. Jusqu’à sa retraite (1996) il aura contribué à la maintenance de la norme GSM et l’amorçage des travaux sur les mobiles 3G. 
On[Qui ?] sait que la norme GSM, d’origine européenne a été un succès mondial qui a permis d’offrir le premier service international de téléphonie mobile en s’imposant face à la multitude de systèmes incompatibles préexistants. Le GSM s’est imposé par ses multiples innovations : efficacité du système radio numérique (y compris le « handover » et l’itinérance) la sécurité par la carte SIM, le service de SMS, etc.
Ces actions auront valu à Thomas Haug  et Philippe Dupuis de recevoir conjointement la médaille 2018 James Clerk Maxwell IEEE/RSE
, 
Philippe  Dupuis a co-écrit le livre de référence sur l'histoire du GSM, "GSM and UMTS", avec Friedhelm Hillebrand.

## Distinctions
- Chevalier de la Valeur de la République fédérale du Cameroun
- Officier de l’Ordre National du Mérite français
- Chevalier de l’Ordre français de la Légion d''Honneur (1989)
- Médaille Ampère de la Société des Électriciens et Électroniciens
- Co-receveur de la médaille IEEE/RSE James Clerck Maxwell Medal (2018).